# Doba bronzová
Doba bronzová je historické období, pro které je charakteristické dominantní využívání bronzu – slitiny mědi a cínu – pro výrobu důležitých nástrojů. To bylo možné díky rozvoji metalurgie a vynálezu dřevěného uhlí. Epocha se též vyznačovala rychlejší sociální diferenciací než v předchozích obdobích: rozvoj států na Blízkém východě nebo vznik knížecí vrstvy ve střední Evropě. V zárodcích se rozvíjely dálkový obchod, sociální diferenciace, písmo a první města. Byla domestikována nová zvířata. Pojem doba bronzová v rámci své třídobé periodizace pravěkých dějin navrhl dánský archeolog Christian Jürgensen Thomsen v roce 1836. Předchází ji doba kamenná, následuje doba železná. Pojem se používá zejména pro dějiny Evropy, Asie a severní Afriky, pro dějiny Ameriky nebo Austrálie prakticky vůbec.

## Datace
Doba bronzová následuje po chalkolitu na Předním východě nebo po eneolitu v Evropě. Pokud se pro danou oblast označení eneolit nepoužívá, následuje doba bronzová po neolitu. Neolitické hrnčířské pece, které jsou známy již z období 6 000 př. n. l. dokázaly vyrobit teploty okolo 900 °C. V takových pecích šlo tavit cín, který se roztéká již při 231,9 °C, avšak nikoli měď, která potřebuje k roztavení teplotu 1 085 °C. Vývoj metalurgie dospěl k dosažení těchto teplot zhruba kolem roku 3000 př. n. l. Ne však všude naráz. Počátek doby bronzové je tak rozdílný pro jednotlivé části světa: kolem roku 3300 př. n. l. na Předním východě, 2300 př. n. l. v Evropě a přibližně 2000 př. n. l. v Číně. Ve střední Evropě je datována cca 2300–800 let př. n. l. Nejstarší doklad o tavbě mědi je někdy připisován kultuře Vinča na území dnešního Srbska. Avšak o jeho fakticitě existují mezi odborníky i pochybnosti. K těm přispívá i to, že tento eventuální technologický průlom v oblasti nevedl k přechodu ke společnosti doby bronzové. Podobným případem je objev arsenového bronzu v majkopské kultuře na severním Kavkaze již v polovině 4. tisíciletí před naším letopočtem.

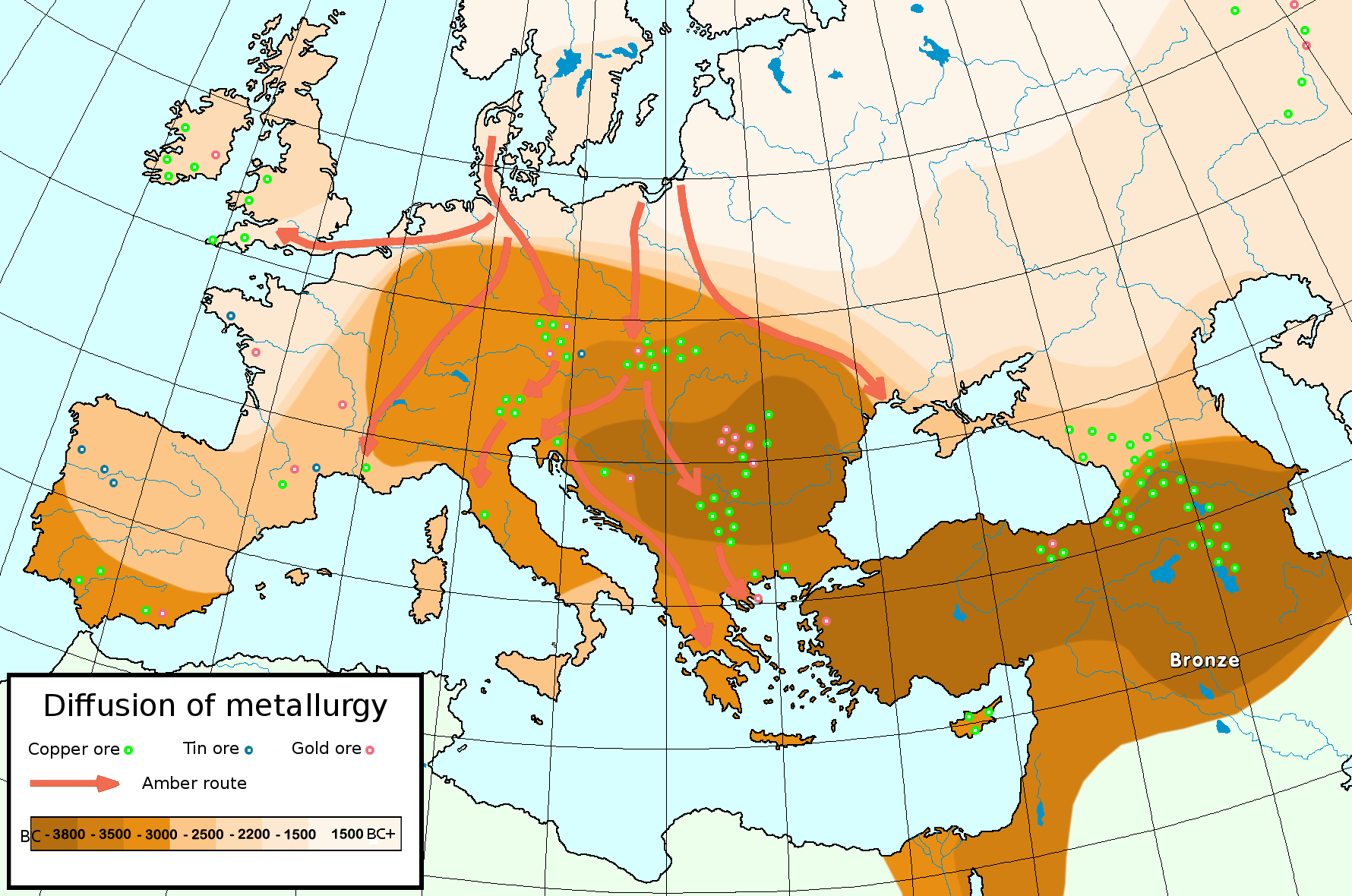
Metalurgie mědi, cínu a zlata v době bronzové. Šipkami označeny jantarové stezky

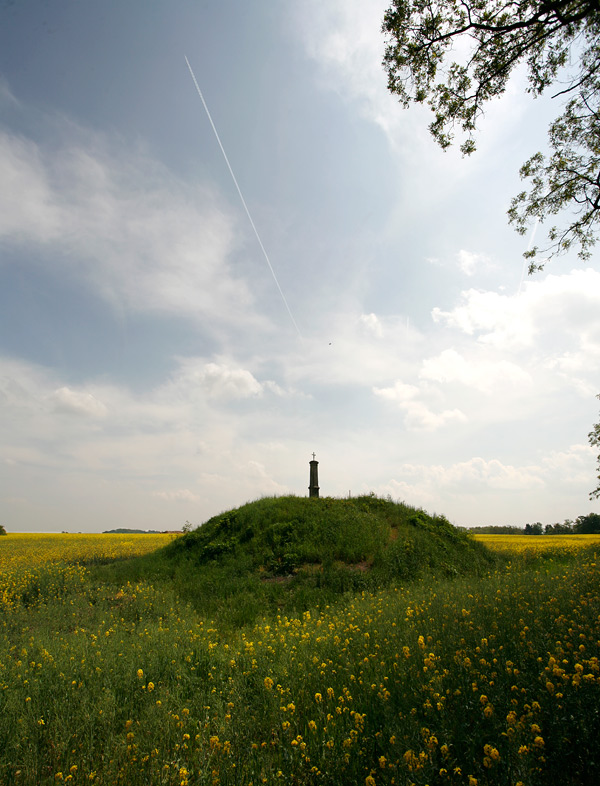
Mohyla v Chotouni

K němu naopak došlo v oblasti Mezopotámie kolem roku 3000 př. n. l. (dnešní Irák, Írán). V oblasti Malé Asie, Sýrie, Palestiny a oblasti kolem Egejského moře nastalo toto období kolem roku 2000 př. n. l. a postupně se z této oblasti šířilo do Severní Evropy. V oblasti Blízkého východu to vedlo ke vzniku Sumerské civilizace a o něco později se rozvinula Egyptská říše. Charakterizovalo je intenzivní celoroční zemědělství, první písmo (v Mezopotámii klínové písmo a v Egyptě hieroglyfy), centralizované vlády (obvykle ve formě dědičných monarchií), první zákonodárství, sociální stratifikace, otrokářství, organizované náboženství a válečnictví. Došlo i k zárodečnému rozvoji vědy, především medicíny, astronomie, matematiky a astrologie. Proto se této oblasti někdy říká kolébka civilizace.
Protože cín nebyl k dispozici ve všech rozvinutých oblastech té doby (zejm. na Blízkém východě), inicioval vynález bronzu a jeho potřeba také rozvoj dálkového obchodu. Tím se civilizační dovednosti šířily na sever od kolébky civilizace, byť tam se nevyvinuly tak stratifikované státní systémy. V Anatolii to vedlo ke vzniku třetího významného civilizačního centra, Chetitské říše, ale dále na sever, v Evropě, již takto rozvinutý státní útvar nenacházíme. K rozvoji však došlo na ostrovech v Egejském moři, kde vznikla kykladská, mínojská a nakonec mykénská civilizace (ta již na evropské pevnině, čímž se začal budovat civilizační prostor, z nějž později vzešlo staré Řecko).  Na přelomu 13. a 12. století egejské civilizace zanikly pod vlivem vpádu mořských národů a následovalo takzvané temné období. Na ostrově Sardinie existovala nuragská civilizace. 
Jako platidlo používali lidé hřivny. Byl to nepeněžní prostředek, šlo o bronzové tyčinky, které mohli lidé dál využívat (později hřivna určovala množství drahého kovu, kterým se platilo). S jejich rozšířením se začínaly prohlubovat majetkové rozdíly i v severnějších oblastech. 
Lidé v době bronzové domestikovali kachny, slepice, kočky a na severu Evropy soby. Dovedli vyrábět bronzové nástroje a šperky, různé skleněné korálky. Pro výrobu nástrojů bylo typické lití do ztracené formy, vznikalo tedy velké množství originálních předmětů.
Doba bronzová následně přešla v dobu železnou. Podmínkou přechodu bylo, aby pece byly schopny dosáhnout teploty 1538 °C, při níž se taví železná ruda.

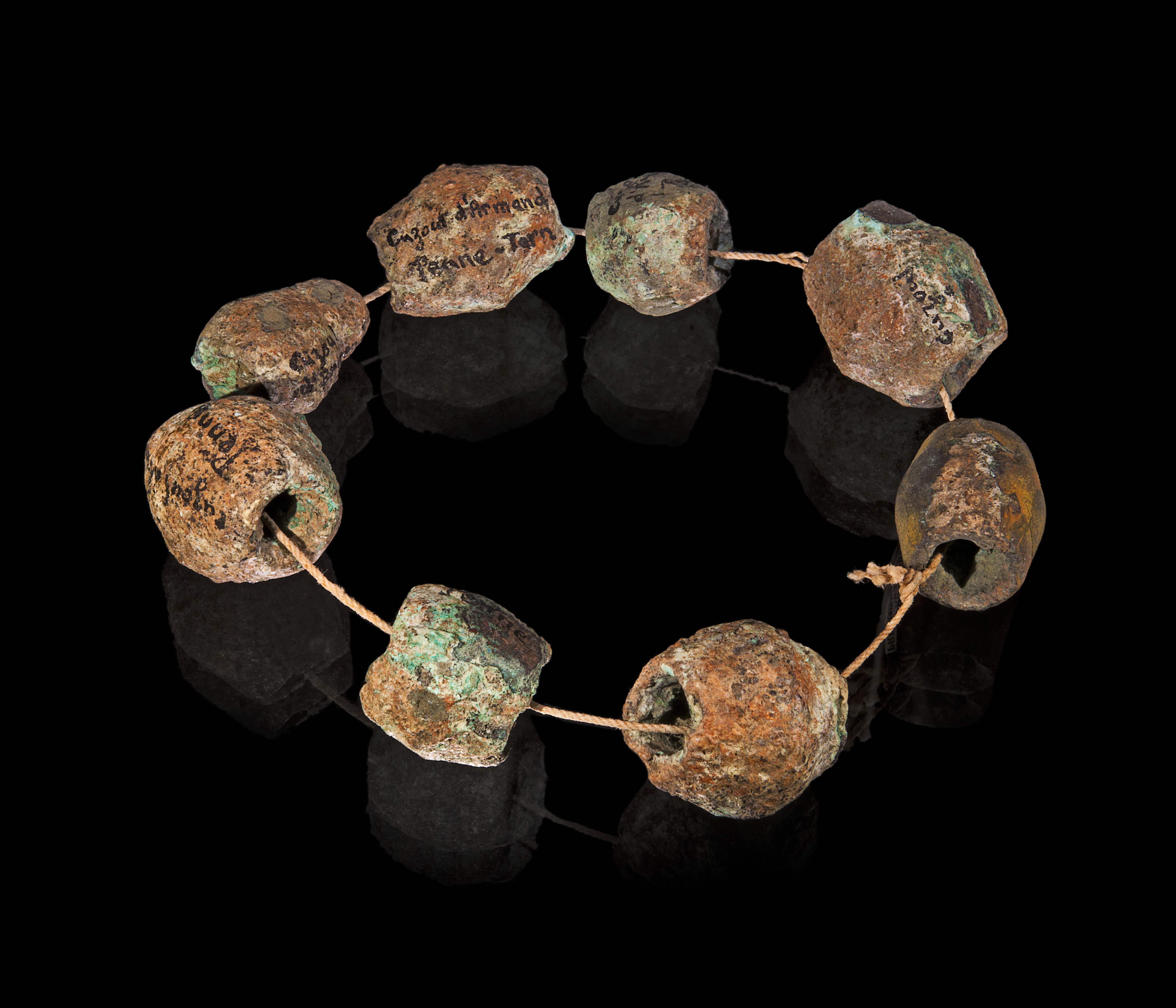
Bronzový náhrdelník v Muséum de Toulouse

## Doba bronzová na území Česka
Doba bronzová na území dnešního Česka počíná kolem roku 2300 př. n. l. v pojetí české archeologie, v pojetí moravském až kolem roku 2100 př. n. l. a končí kolem roku 800 př. n. l. Ve starší době bronzové dominuje únětická kultura, v závěru starší doby bronzové, v tzv. protourbánním horizontu nastupuje zejména na Moravě kultura věteřovská, na východě Moravy zasahuje epišňůrový kulturní okruh kulturou nitranskou. Střední dobu bronzovou charakterizují mohylové kultury středodunajská (na Moravě a ve východních a středních Čechách) a českofalcká (západní a jižní Čechy), v severní části Moravy a ve Slezsku se postupně formuje lužická kultura. Mladší a pozdní dobu bronzovou charakterizují kultury komplexu popelnicových polí okruhu hornodujanských popelnicových polí na jižní Moravě (chronologicky kultury velatická a podolská, okruhu hornodunajský popelnicových polí (chronologicky kultury knovízská a štítarská ve středních, severozápadních a jižních Čechách a kultura milavečská s následnou nynickou skupinou v Čechách západních), chebská skupina na Chebsku, řazená také k tomuto okruhu, existovala jen v mladší době bronzové. Východní Čechy, střední a severní Moravu a ve Slezsko zaujímal okruh lužických popelnicových polí (v první fázi kultura lužická, v navazující slezská v českém pojetí slezskoplatěnická), do severních Čech zasahovala labská větev lužického kulturního okruhu.
Únětická kultura (2300–1600 let př. n. l.)Pro tuto kulturu je charakteristický zvláštní typ keramiky: menší leštěný keramický hrneček – únětický koflík. Lidé potírali keramické nádoby grafitem, takže potom působily dojmem, že jsou vyrobené z kovu. Dále je pro tuto kulturu typické kosterní pohřbívání. Na Slovensku byla naleziště ve Spišském Štvrtku – projevoval se zvláštní vývojový prvek – vliv egejské oblasti. Z bronzu byly vyráběny prestižní předměty, například dýky. Byla využívána naleziště zlata, a zřejmě v důsledku toho docházelo k růstu obchodu (bohatství) a také majetkových rozdílů mezi obyvatelstvem.
Mohylové kultury (1600–1300 let př. n. l.)Lidé mohylových kultur stavěli pro své mrtvé mohyly (bohatě vybavené hroby náčelníků; naproti tomu chudě vybavené hroby obyčejných lidí). V této době byli odlišně pochováváni ženy a muži – muži se zbraněmi, ženy se šperky.
Kultury popelnicových polí (1300–800 let př. n. l.)Název kultury je odvozen ze způsobu, jakým tito lidé pohřbívali mrtvé. Ty nejdříve zpopelnili, jejich popel vložili do speciální urny (keramické nádoby – popelnice), která měla vespod otvor. Ten zde byl proto aby mohla duše opustit tělo a odletět. Pro tuto dobu je významné celkové oteplení, současně rostl počet obyvatel a prodlužoval se jejich věk.

## Doba bronzová ve střední a západní Evropě

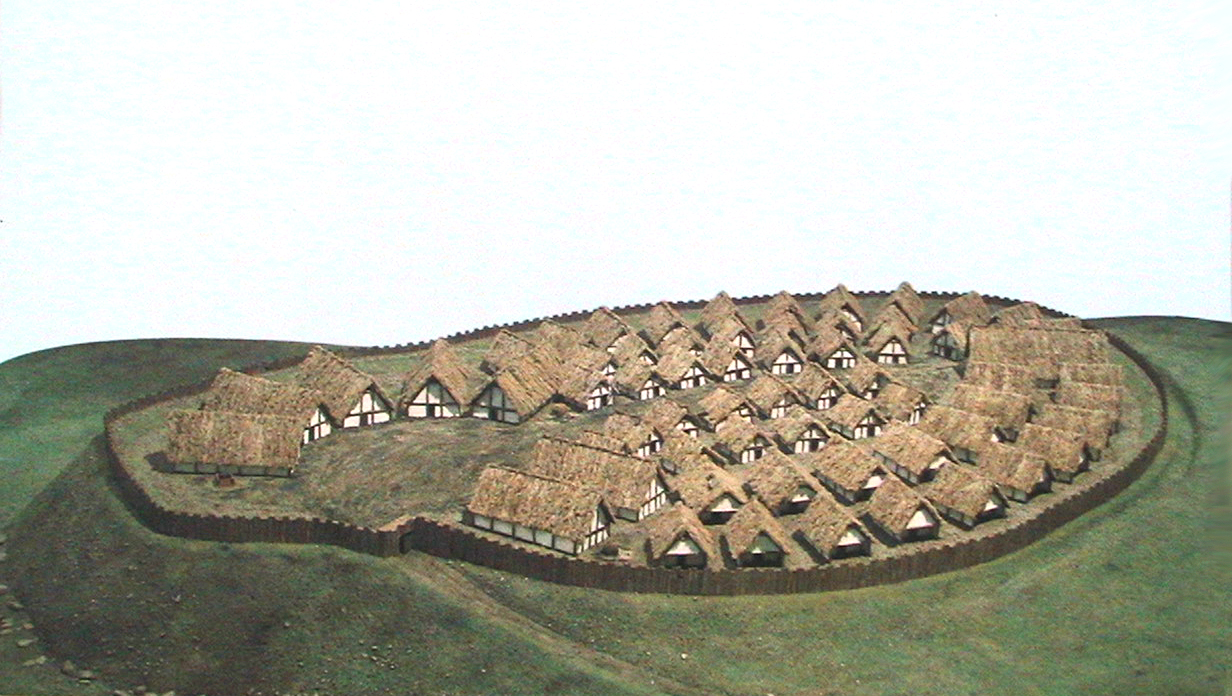
Opevněná osada kultury popelnicových polí na území Německa

V údolí Tollense v dnešním Německu (Meklenbursko-Přední Pomořansko) došlo ve 13. století před naším letopočtem k bitvě u řeky Tollense. Předpokládá se, že se jí zúčastnilo až 5 000 bojovníků, z nichž okolo tisíce zemřelo.

## Doba bronzová v jižní Evropě
Zhroucení doby bronzové v oblasti Středomoří pravděpodobně souviselo s invazí mořských národů, které v průběhu 2. tisíciletí př. n. l. útočily na bohaté starověké civilizace nacházející se na březích Středozemního moře, jako byla egyptská, mykénská, chetitská a další. Některé z těchto kultur se jim povedlo vyvrátit.